# Kepuh (Limpung)
Kepuh is een bestuurslaag in het regentschap Batang van de provincie Midden-Java, Indonesië. Kepuh telt 1341 inwoners (volkstelling 2010).